# Ratpenat nasofoliat de Gould
El ratpenat nasofoliat de Gould (Hipposideros cervinus) és una espècie de ratpenat de la família dels hiposidèrids. Viu a Austràlia, Brunei, Indonèsia, Malàisia, Papua Nova Guinea i Filipines. El seu hàbitat natural són hàbitats d'elevació baixa entre el nivell del mar fins als 1.400 m, normalment habita a les coves, però es pot trobar en una gran varietat de tipus d'hàbitat. No hi ha cap amenaça significativa per a la supervivència d'aquesta espècie, tot i que està afectada per l'extracció minera i la pèrdua d'hàbitat en parts de la seva àrea de distribució, tot i que és tolerant a un cert nivell de pertorbació.